# پاچی ویلا
پاچی ویلا (اسپانیایی: Patxi Vila‎؛ زادهٔ ۱۱ اکتبر ۱۹۷۵) دوچرخه‌سوار اهل اسپانیا است. وی در مسابقات تور دو فرانس و جیرو دیتالیا شرکت کرده است.